# Кумла
Кумла (швед. Kumla) — містечко (tätort, міське поселення) на Півдні Швеції в лені  Еребру. Адміністративний центр комуни Кумла.

## Географія
Містечко знаходиться у центральній частині лена  Еребру за 160 км на захід від Стокгольма.

## Історія
Кумла була відома як місто шевців ще з першої половини ХІХ століття. Про це нагадує місцевий музеї взуттєвої індустрії Кумли разом із невеликим виробництвом взуття.
Кумла отримала статус міста в 1942 році, але з 1971 року увійшла до складу комуни Кумла.

## Герб міста
Герб міста Кумла отримав королівське затвердження 1945 року. Проєкт розробив учитель місцевої школи Йон Норландер.
Сюжет герба: у червоному полі над срібним тригорбом скошені навхрест два срібні шевські молотки, руків'ями додолу. Шевські молотки вказують на поширений в містечку шевський промисел. Тригорб уособлює місцеві кургани.
Після адміністративно-територіальної реформи, проведеної в Швеції на початку 1970-х років, муніципальні герби стали використовуватися лишень комунами. Цей герб був 1971 року перебраний для нової комуни Кумла.

## Населення
Населення становить 16 787 мешканців (2018).

## Економіка
Основними підприємствами Кумли є харчові, а також Ericsson, який виробляє системи мобільного зв'язку.

## Спорт
У поселенні базується футбольний клуб ІФК Кумла.

## Уродженці
- Хокон Нессер (* 1950) — шведський письменник, автор численних детективних романів.

## Галерея

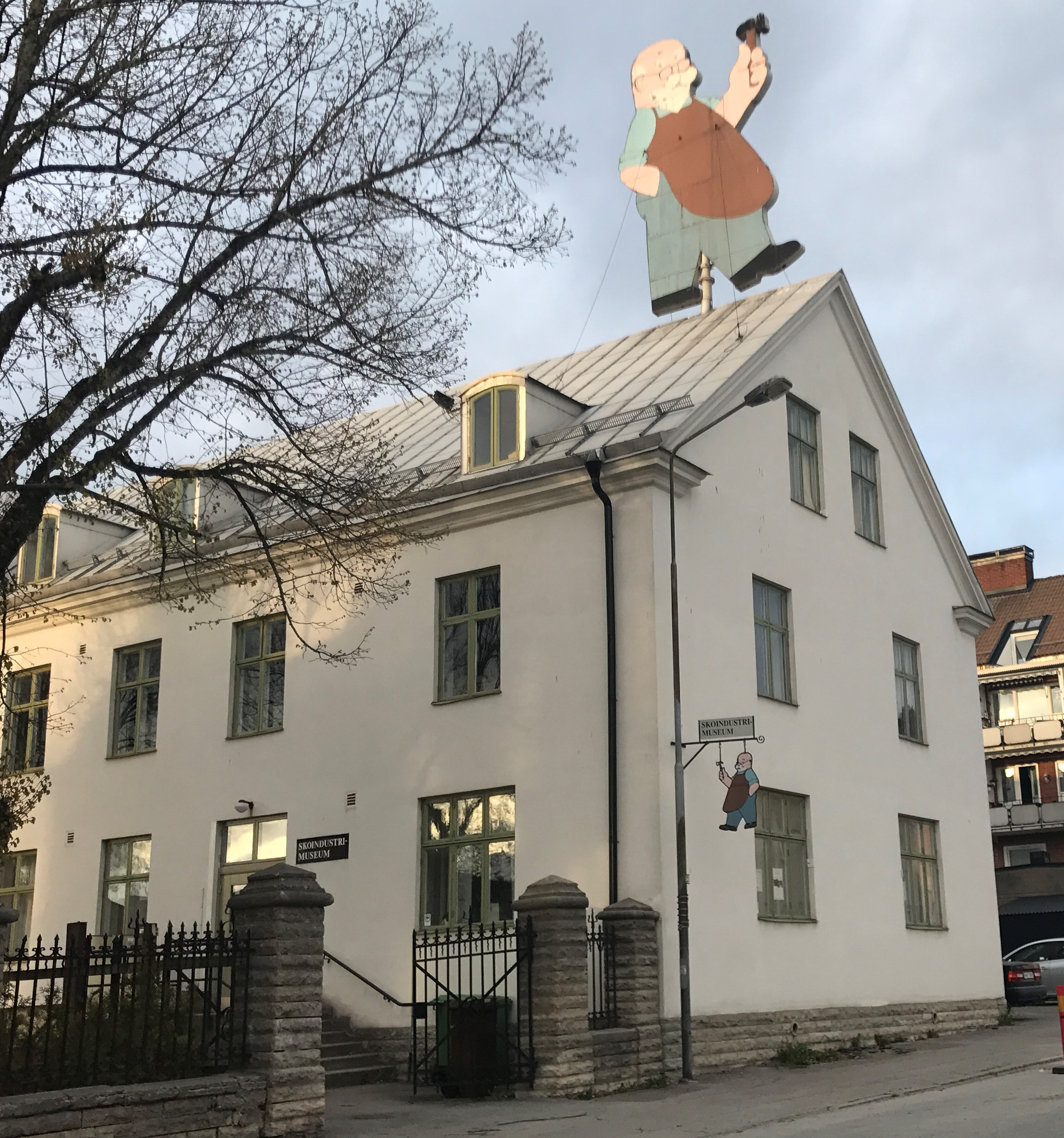
Музей взуттєвої індустрії
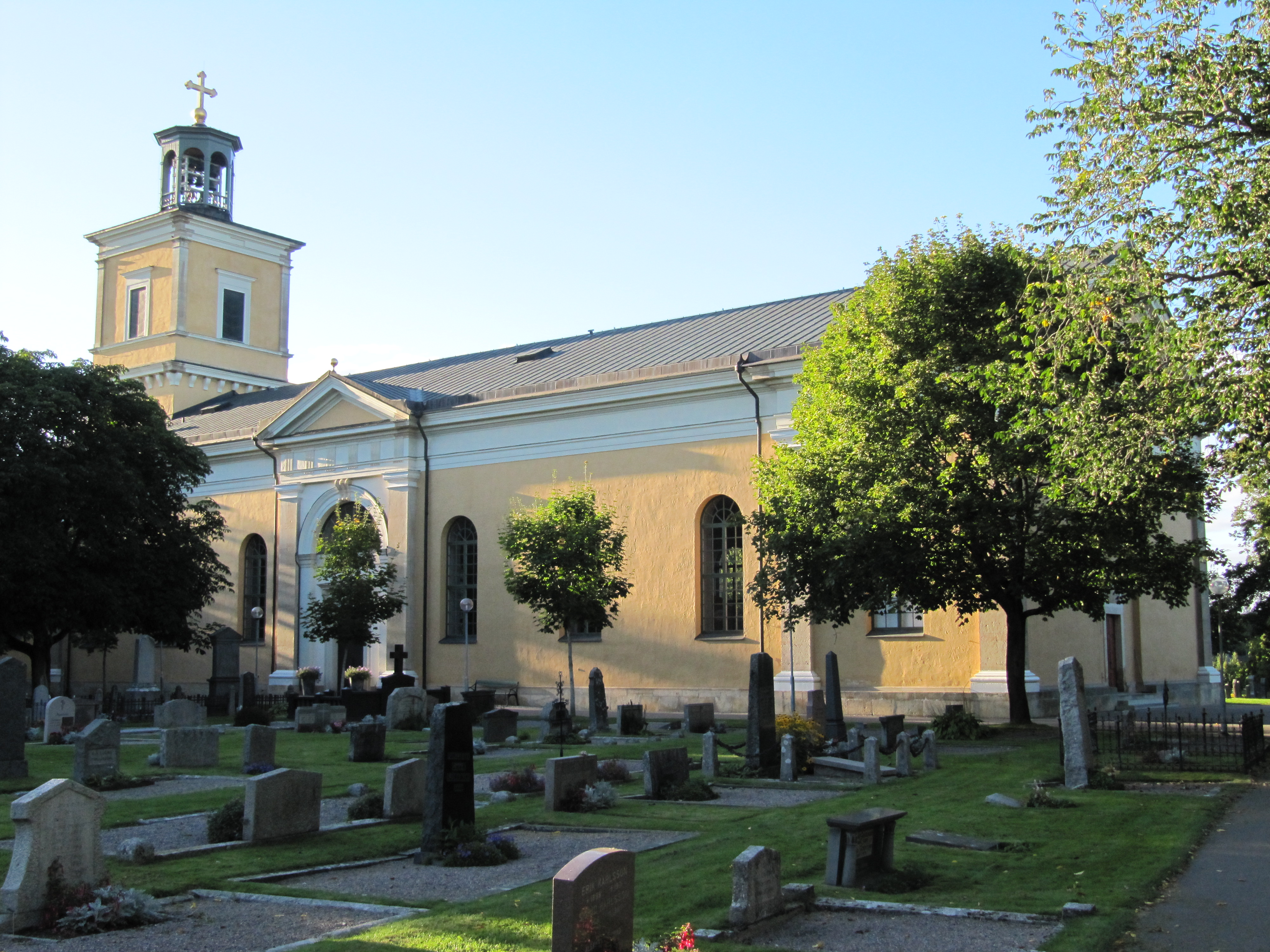
Церква
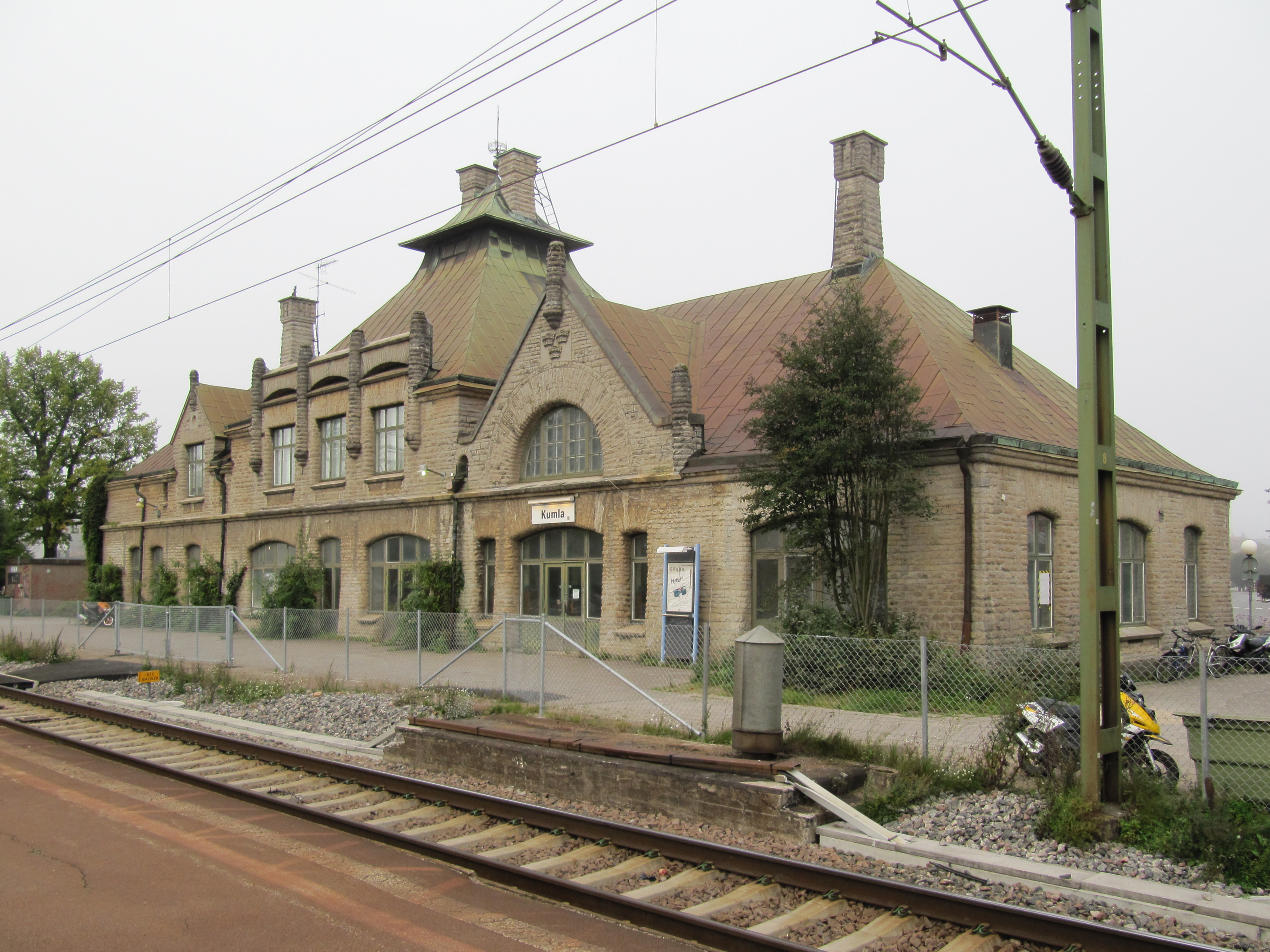
Залізнична станція
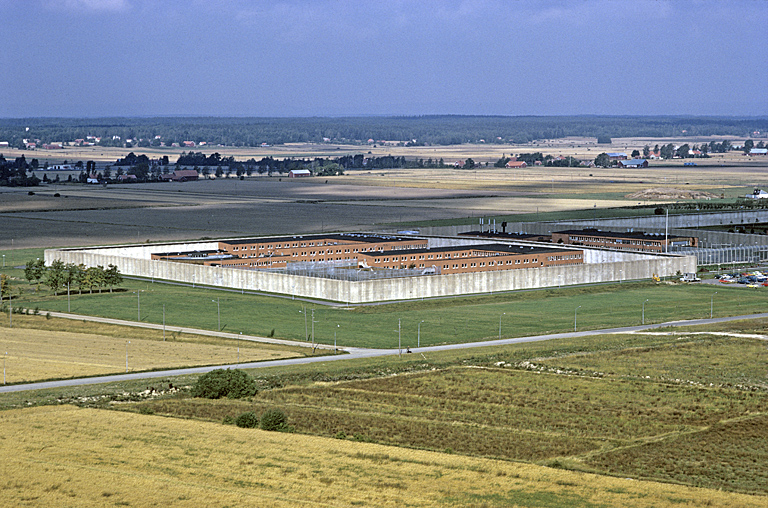
Тюрма в Кумлі

## Покликання
- Сайт комуни Кумла [Архівовано 20 грудня 2008 у Wayback Machine.]